# フラワー (KinKi Kidsの曲)
「フラワー」は、KinKi Kidsの7枚目のシングル。1999年5月26日に8cmCDで発売。発売元はジャニーズ・エンタテイメント。
2007年12月26日に12cmCD（マキシシングル）として再発売をしている。

## 解説
このシングルの初回版にはジップタグが封入されてはいたものの、ジャケットは通常版と同様である。

## チャート成績
オリコン週間ランキングで、初週36.8万枚を売り上げ、初登場1位を獲得した。CD累計売上は104.6万枚（オリコン調べ）を記録しており、「全部だきしめて/青の時代」以来のミリオンを達成し、通算4作目のミリオンセラーとなった。なお、2022年5月現在本作が自身のシングル作品では最後のミリオンセラーである。

## 収録曲
1. フラワー
（作詞：HΛL / 作曲：HΛL・音妃 / 編曲：船山基紀 / コーラスアレンジ：松下誠）
堂本剛・堂本光一出演のANA「'99パラダイス沖縄」キャンペーンCMソング。
同CMとPV撮影を兼ねて沖縄で行われている。
『第50回NHK紅白歌合戦』にKinKi Kidsが特別出演した際に、サビのみではあったが、歌唱された。
本作発売同時期に浜崎あゆみの楽曲も担当し、ヒットさせることとなるHΛLによる作詞・曲。テレビ朝日系音楽番組『ミュージックステーション』出演時には、光一がサビの歌詞を間違え、同番組の総集編で取り上げられたことがある。また、日本テレビ系『伊東家の食卓』で、ピアノの黒鍵だけで弾ける曲としても紹介されている。ちなみに黒鍵だけで弾けると言っても、実際はキーが原曲より4つ高いものである。
『KinKi KISS Single Selection』(DVD)に「フラワー remix ver.」が収録されているほか、沖縄・奄美地方の楽器・三線をフィーチャーした、ラジオ番組のオンエア用に製作されたバージョン「フラワー～Remix Radio Edit～」も存在するが、こちらは現時点まで未作品化となっている[6]。
光一は発売当時、この曲はあまり好きじゃなかったそうで、提供された曲と自分たちが歌いたい曲の“ズレ”もあり、「昔若い頃の方がある意味、こういう曲じゃなくて、もっと背伸びしたかったりとかするんで『カッコイイ曲もっとやりたいな』とか思って」おり、違和感を感じていたそうである[7]。
自身の2007年のベスト・アルバム『39』発売時のファン投票で20位にランクインした。 
出版者：ブライト・ノート・ミュージック
2. 元気がくたくた
（作詞：戸沢暢美 / 作曲：馬飼野康二 / 編曲：CHOKKAKU）
出版者：ブライト・ノート・ミュージック
3. フラワー (Instrumental)
4. 元気がくたくた (Instrumental)

## 参加ミュージシャン
※クレジットは『KinKi Single Selection』より
- フラワー
  - Arrange, Programmer：船山基紀
  - Chorus Arrange, Chorus：松下誠
  - Guitar：増崎孝司
  - Bass：松原秀樹
  - Percussion：木村 "KIMUCHI" 誠 
  - Trumpet：数原晋
  - Trumpet：河東伸夫
  - Trombone：西山健治
  - Tenor Sax：Jake. H. Conception

## カバー
「フラワー」を吉田拓郎が1999年のツアー「吉田拓郎 LIVE '99 20世紀打ち上げパーティー」でカバー。またTOKIOがジャニーズ歴代ヒット曲のカバーアルバム『TOK10』でカバーした。

## 収録アルバム
- フラワー
  - C album
  - KinKi Single Selection
  - 39
  - The BEST
- 元気がくたくた

（アルバム未収録）

## 映像作品
- フラワー
  - KinKi KISS Single Selection
  - 風雲再起近畿小子2001台北演唱會 〜KinKi Kids Returns! 2001 Concert Tour in Taipei〜
  - KinKi Kids Dome Tour 2004-2005 -Font De Anniversary.-
  - KinKi you DVD
  - KinKi Kids 2010-2011 〜君も堂本FAMILY〜
  - K album（初回限定盤）
  - KinKi Kids Concert -Thank you for 15years- 2012-2013
  - KinKi Kids Concert 2013-2014「L」
  - KinKi Kids Concert 「Memories & Moments」
  - 2015-2016 Concert KinKi Kids
  - KinKi Kids O正月コンサート2021（初回限定盤）
  - P album（初回盤A）
  - KinKi Kids Concert 2023-2024 〜Promise Place〜
  - 39 Very much